# شرکت سرگرمی زی
شرکت سرگرمی زی - Zee Entertainment Enterprises بزرگترین شرگت سرگرمی و رسانه ای در هند است.
این شرکت زیر مجموعه گروه Essel و مقر ان در ماهاراشتا بمبئی است. رئیس مدیرعامل وموسس زی سوبهاش چاندراو رئیس اجرایی شرکت پونت گوئنکا است. تلویزیون زی حضور گسترده‌ای در جهان رسانه‌ای داشته و بیش از ۵۰۰ میلیون بیننده در ۱۶۷ کشور دنیا دارد.

## تاریخچه
این شرکت در تاریخ ۱۵ دسامبر ۱۹۹۱ آغاز بکار کرد. که قبلاً با نامZEE Telefims شناخته میشد تا زمانی که در سال۲۰۰۶ بخش‌های مختلف شرکت به چهار بخش جداگانه تقسیم شدند. شرکت زی بیش از ۱۵ کانال تلویزیونی مختلف در هند و سراسر دنیا و همچنین شرکت کابلی بنامSitiCable و شرکت تولید فیلم هندی و نیز در سایر فعالیت‌های تجاری مشارکت داشته و آن‌ها را به بازارهای جهانی گسترش داده و چندین شبکه تلویزیونی در بریتانیا و ایالات متحده امریکا و افریقا و اسیا در اختیار دارد.
در سال ۲۰۰۲ شرکت سرگرمی زی توانست ۵۱ درصد از سهام شبکه‌های ETC بدست آورده و در سال ۲۰۰۶ مالک آن‌ها شود و در نوامبر همین سال زی ۵۰ درصد از سهام تلویزیون تاج را بدست اورد و در سال ۲۰۱۰ شبکه‌های را TEN sports به مجموعه شبکه‌های خود اضافه کرد. از سال ۲۰۰۰ تا ۲۰۰۵ زی تله فیلم بخشی از شرکت BSE Sensex محسوب میشد. شبکه‌های اخبار سرگرمی و کانال‌های منظقه‌ای از سال ۲۰۰۶ از یکدیگر مجزا شده و در سال۲۰۰۶ کانال زی اخبار با مسئولیت محدود تشکیل شد.

## شبکه‌های تلویزیونی
شرکت سرگرمی زی شبکه‌های تلویزیونی زیر را در اختیار دارد:
- 9X: سرگرمی عمومی به زبان هندی
- تلویزیون زی: تلویزیون اصلی شرکت zee
- زی سینما: کانال فیلم هندی
- Zing: کانال موسیقی هندی
- TEN Action+: کانال ورزشی مختص پخش فوتبال
- TEN Cricket: کانال ورزشی مختص پخش کریکت
- TEN Sports: شبکه ورزشی عمومی
- TEN Golf: مخصوص بازی گلف
- TEN HD: پخش مسابقات ورزشی با کیفیت بالا
- Zee Premiere: کانال جدید فیلم هندی
- زی کلاسیک: پخش فیلم‌های قدیمی هندی
- زی لبخند: پخش برنامه‌های کمدی هندی
- Zee Jagran: کانال مذهبی هندی
- Zee Trendz: شبکه مد
- زی کافه: کانال سرگرمی متنوع به زبان انگلیسی
- Zee Studio:کانال فیلم انگلیسی
- زی افلام: کانال فیلم هندی به زبان عربی
- زی الوان: کانال سریال و موسیقی و نمایش هندی با دوبله عربی
- زى بلاس: كانال عراقى به زبان عربى
- زی سلام : به زبان اردو
- Zee Variasi: برای مالزی
- Zee Telugu: کانال سرگرمی
- Zee Bangla: سرگرمی بنگالی
- Zee Bangla Cinema: کانال فیلم بنگالی
- زی کانادا: کانال زی برای کانادا
- Zee Marathi: سرگرمی
- Zee Talkies: پخش فیلم و سریال
- زی پنجابی: شبکه منطقه‌ای زی برای پنجاب
- زی تامیل: برای منطقه تامیل
- شبکه ETC: پخش موزیک هندی
- ETC پنجاب: پخش اهنگ‌های پنجاب
- Zee Khana Khazana: شبکه اشپزی و عذای هندی
- Zee Q: شبکه اموزش
- زی فارسی: بزودی!
- زی اخبار: کانال خبری هندی
- Zee Business: پخش اخبار اقتصادی
- Zee News Uttarpradesh/Utranchal: کانال خبری هندی
- Zee 24 Ghantalu: اخبار به زبان تلگو
- Zee 24 Taas: اخبار به زبان مراتی
- Ghanta24: اخبار بنگالی
- Ghante Chhattisgarh24: شبکه خبری ۲۴ ساعته

## تولید فیلم
در سال ۲۰۰۸ شرکت زی تصمیم گرفت تا در زمینه فیلمسازی درهند مشارکت کند. این شرکت مستقل از سایر بخش‌های زی به منظور توسعه تولید و توزیع و بازاریابی فیلم‌های هندی و گسترش ساخت فیلم‌ها با زبان‌های مراتی، تلوگو، تامیل،و بنگالی در هند قدم برداشت همچنین این شرکت هرساله در مراسمی با عنوان "ZEE CINE AWARDS" از بهترین اثار ساخته شده بالیوود تقدیر به عمل میاورد.